# Sigurd Mathisen
Sigurd Mathisen (* 26. April 1884 in Kristiania; † 4. März 1919) war ein norwegischer Eisschnellläufer.
Sigurd Mathisen war ein älterer Bruder der späteren Eisschnelllauflegende Oscar Mathisen. 1904 wurde er im heimischen Kristiania Weltmeister im Mehrkampf. Ursprünglich hatte Peter Sinnerud den Titel gewonnen, war aber disqualifiziert worden, da ihm der Amateurstatus abgesprochen wurde.
Im Jahr 1908 verbesserte Mathisen den Weltrekord über 500 Meter auf 44,4 Sekunden. Im gleichen Wettbewerb gelang dies auch Johan Vikander. Der Rekord hatte vier Jahre Bestand, bis sein Bruder Oscar Mathisen ihn brach.

## Persönliche Bestzeiten
| Strecke  | Zeit        | Datum            | Ort        |
| -------- | ----------- | ---------------- | ---------- |
| 500 m    | 44,4 s¹     | 9. Februar 1908  | Davos      |
| 1500 m   | 2:26,2 min  | 9. Februar 1908  | Davos      |
| 5000 m   | 9:05,2 min  | 1. Februar 1909  | Davos      |
| 10.000 m | 18:35,2 min | 15. Februar 1902 | Kristiania |

¹ = Weltrekord zur Zeit des Laufes